# NA (álbum)
NA é o segundo extended play (EP) da cantora sul-coreana Nayeon, lançado em 14 de junho de 2024 pela JYP Entertainment. 
O título do álbum tem o nome das duas letras iniciais do nome de Nayeon, "NA", que em coreano se traduz como “eu”(나). O EP é composto por sete faixas, cobre uma variedade de estilos pop, desde músicas mais aceleradas como o single, 'ABCD', até músicas mais lentas como 'Heaven', incorporando mais elementos de hip hop e dança, tanto visualmente quanto sonoramente e apresenta colaborações com Julie do KISS OF LIFE e o cantor e compositor Sam Kim.

## Lista de Faixas
| 1.             | "ABCD"                              | Rick Bridges, J.Y. Park, Pdogg, GHSTLOOP, aron wyme, Lucky Lou & SHORELLE (쇼렐) | 2:42  |
| 2.             | "Butterflies"                       | Rachel West & Barry Cohen                                                        | 3:41  |
| 3.             | "Heaven" (com Sam Kim)              | Johan Fransson, G O S O N (SE), Lily Leilani Meola, Sam Fischer & Sam Kim        | 3:06  |
| 4.             | "Magic" (com Julie de KISS OF LIFE) | Charli Taft & Daniel “Obi” Klein                                                 | 3:26  |
| 5.             | "HalliGalli"                        | LEE CHANHYUK & LP (KOR)                                                          | 3:07  |
| 6.             | "Something"                         | Sam Klempner, BLVSH, Sandra Wikström & 진리 (Jinli)                              | 3:07  |
| 7.             | "Count It"                          | SOLE (쏠), Sofia Kay, Aaron Berton & Matt Crawford                               | 3:14  |
| Duração total: | Duração total:                      | Duração total:                                                                   | 22:38 |

## Histórico de lançamento
| País          | Data                | Formato                         | Gravadora         |
| ------------- | ------------------- | ------------------------------- | ----------------- |
| Coreia do Sul | 14 de junho de 2024 | Download digital, CD, streaming | JYP Entertainment |
| Mundo         | 14 de junho de 2024 | Download digital, CD, streaming | JYP Entertainment |